# Glenn Ljungström
Glenn Mikael Ljungström, född 7 september 1974, är en svensk gitarrist som spelat i bland annat Hammerfall och In Flames.
Ljungström ingick i originaluppsättningen av death metal-bandet In Flames tillsammans med grundaren, Jesper Strömblad. Han medverkade på skivorna Lunar Strain (1994), The Jester Race (1995), Black-Ash Inheritance (EP, 1997) och Whoracle (1997). Han lämnade bandet 1997 men gästade åter med gitarr på singeln "Bullet Ride" år 2000.
Redan 1995 hade Ljungström börjat spela med Hammerfall och spelar gitarr på bandets debut Glory to the Brave från 1997. Han bidrar även på ett spår på bandets split med Edguy, OnTour (1999), samt på samlingsalbumet Steel Meets Steel - Ten Years of Glory från (2007).
Ljungström spelade även i Dimension Zero 1995-1998, då bandet lades på is, samt perioden 2000-2003 och 2005. Med Dimension Zero har han spelat in demon Screams from the Forest (1995), EP:n Penetrations from the Lost World (1997) samt albumen Silent Night Fever (2002) och This Is Hell (2003).
Han spelade 2011-2015 i Jesper Strömblads sidoprojekt The Resistance med vilka han spelade in EP:n Rise From Treason (2013) och albumet Scars (2013).

## Diskografi

### Med In Flames
Demo
- Demo '93 (1993)

Studioalbum
- Lunar Strain (1994)
- Subterranean (1995, EP)
- The Jester Race (1996)
- Black-Ash Inheritance (1997, EP)
- Whoracle (1997)

Live och samlingar
- Artifacts of the Black Rain (1996, video)
- Live & Plugged (1997, split, DVD)
- Bullet Ride (2000, samling)

### Med Hammerfall
- Glory to the Brave (1997)
- The First Crusade (1999, video)
- On Tour (1999, EP)
- The First Crusade (1999, DVD)

### Med Dimension Zero
- Penetrations from the Lost World (1997, EP)
- Silent Night Fever (2001)
- This Is Hell (2003)

### Med The Resistance
- Rise From Treason (2013, EP)
- Scars (2013)